# James Stillman Rockefeller

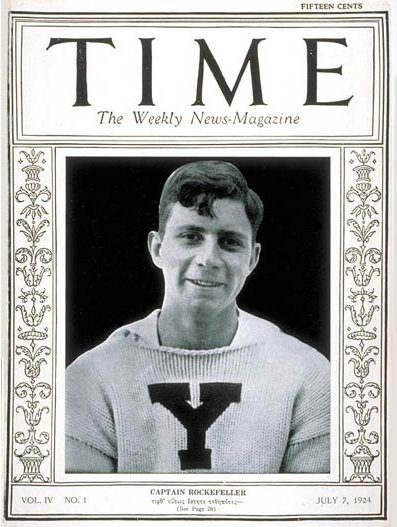
Cover des Time-Magazines vom 7. Juli 1924

James Stillman Rockefeller (* 8. Juni 1902 in Manhattan, New York City; † 10. August 2004 in Greenwich, Connecticut) war ein US-amerikanischer Ruderer im Achter, der 1924 bei den Olympischen Spielen gewonnen hat. Er war Familienangehöriger der Rockefellers, Chef der Citigroup und Treuhänder des American Museum of Natural History.

## Leben
Rockefeller wurde im New Yorker Stadtteil Manhattan 1902 als Sohn von William Goodsell Rockefeller und Elsie Stillman geboren. Er schloss sein Studium als Mitglied der Phi Beta Kappa 1924 an der Yale University ab. Er war auch Mitglied der Delta Kappa Epsilon und übernahm im selben Jahr eine Crew von Yale-Teamkollegen, zu denen auch Benjamin Spock zählte. Gemeinsam als Ruderteam im Achter gewannen sie die Goldmedaille bei den Olympischen Sommerspielen 1924 im französischen Paris. Er erschien auf dem Cover des Timemagazines.
Er war Treuhänder des Memorial Sloan-Kettering Cancer Center.
Im August 2004 starb Rockefeller an einem Schlaganfall in Greenwich, Connecticut.